# Young Women's Christian Association

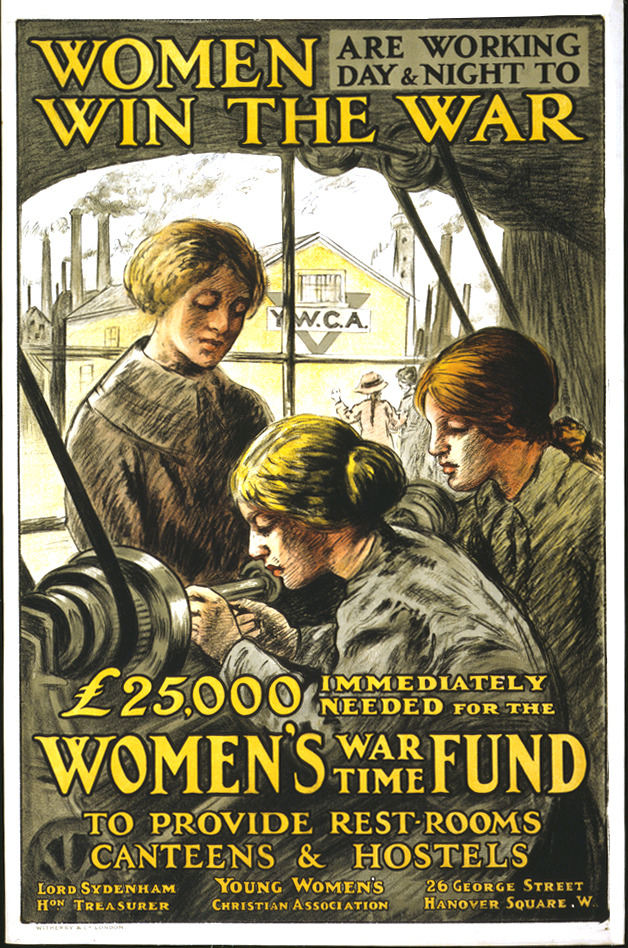
Dones de YWCA durant la Primera Guerra Mundial.

YWCA (en anglès: Young Women's Christian Association) (en català: Associació Cristiana de Dones Joves), versió femenina de la YMCA, és una organització social orientada al desenvolupament d'oportunitats per a les dones amb relació a llocs de poder i liderat, YWCA no discrimina per motius racials o de gènere. La primera d'aquestes organitzacions va ser creada al Regne Unit en 1865. Avui en dia l'organització matriu està localitzada a Ginebra (Suïssa), i té delegacions per tot el món, amb lleugeres variacions en els seus programes.